# PL学園女子短期大学
PL学園女子短期大学（ぴーえるがくえんじょしたんきだいがく、英語: PL Gakuen Women's Junior College）は、大阪府富田林市に本部を置いていた私立短期大学である。1974年に設置され、2009年に廃止された。短大の略称はPL短大。

## 概要

### 大学全体
- 大阪府富田林市に所在した日本の私立短期大学で、設置主体は学校法人PL学園[5]。
- 1974年に1学科で入学総定員100名体制で開学。のちに通学課程は2学科体制でいずれも昼間部2年制となっていた。通信教育部には初等教育学科を置き、3年制としていた。
- 2000年度の入学生を最後に[注釈 2]、短期大学としての使命を終える[7]。

### 建学の精神（校訓・理念・学是）
- PL学園女子短期大学における建学の精神は「人生は芸術である」となっていた[8]

### 教育および研究
- 初等教育学科には、小学校教員を目指す人のために設けられていた学科であったが、それのみならず教育情報や秘書などに関する科目も設けられていた。
- PL学園幼稚園での教育実習も行われていた。
- 「宗教」や「芸術生活」といった科目ほか、特色ある教育科目とされる科目に「芸術生活演習」[注 1]があった。
- ビジネスやマナー教育を重視していた。
- 海外研修としてアメリカのハワイ州・西海岸ほか1998年度よりイギリスでの海外研修も行うようになった。

### 学風および特色
- PL学園女子短期大学は、全国でも珍しい全寮制の短大で、「人生は芸術である」・「教育もまた芸術である」といった「パーフェクト・リバティー」教団の教義に基づいた教育が行われていた。バトントワリングが盛んな短期大学として全国的に有名で、初等教育学科にそのコースがあった。
- 教祖祭・教主誕生祭・立教記念日（PL祭式典・聖地運動会）など宗教的行事が盛んに行われていた。ほか、開学記念行事・バトン指導実習・芸術鑑賞会といったイベントも催されていた。
- 「短大錬成」なるイベントが催された。
- 当時、全国では唯一小学校教諭免許状の取得できる短大通信教育部であった[注 2]。
- 女子短大であったが、男子学生がわずかながら在籍していたことから事実上は通信教育部に限って男女共学だったことがうかがえる[注 3]。

## 沿革
- 1974年
  - 1月10日 文部省[注 4]より短期大学の設置が認可される[注釈 3]。
  - 4月1日 PL学園女子短期大学が以下の学科体制にて開学する[注釈 3]。
    - 初等教育学科 入学定員100名[12]。
- 1975年
  - 5月1日 学生数[13]/定員[14]
    - 初等教育学科 211[注釈 4]/200
- 1976年
  - 4月1日 初等教育学科の入学定員を100→150[15]に増員[16]。
  - 5月1日 学生数[17]/定員
    - 初等教育学科 244[注釈 4]/250
- 1977年
  - 12月21日 左記をもって初等教育学科に通信教育部の設置が認可される[18]。
- 1980年
  - 5月1日 学生数[19]/定員
    - 初等教育学科 277[注釈 4]/300
- 1981年
  - 4月1日 左記をもって幼児教育学科を増設し、以下の2学科体制となる[20]。
    - 幼児教育学科 入学定員50名
    - 初等教育学科 入学定員150[21]→100名[22]に減員。

  - 5月1日 学生数[23]/定員[22]
    - 初等教育学科 47[注釈 4]/50
    - 幼児教育学科 214[注釈 4]/250
- 1984年 左記をもって通信教育課程の学生募集を最終とする[注 5]。
- 1988年 通信教育部が廃止される[注 6]。
- 1992年
  - 5月1日 学生数[29]/定員
    - 初等教育学科 252[注釈 4]/200
    - 幼児教育学科 113[注釈 4]/100
- 1999年
  - 4月1日 初等教育学科の入学定員を100[30]→50に減員[31]。
  - 5月1日 学生数[32]/定員
    - 初等教育学科 55[注釈 4]/150
    - 幼児教育学科 117[注釈 4]/100
- 2000年
  - 4月1日 この年度で学生募集が最後となる[注釈 2]。
- 2009年
  - 10月30日 左記をもって正式に廃校となる[7]。

## 基礎データ

### 所在地
- 大阪府富田林市喜志2680[注釈 1]

### 象徴
- PL学園女子短期大学のカレッジマークは、「PL」の文字をそのまま用いたものとなっていた[33]

## 教育および研究

### 組織

#### 学科
- 初等教育学科
  - 通学課程 入学定員50名[注釈 5]
  - 通信教育部 入学定員500名[注 7]
- 幼児教育学科 入学定員50名[注釈 5]

#### 専攻科
- なし

#### 別科
- なし

#### 取得資格について
資格
- 保育士：幼児教育学科にて設けられていた[30][37]。

教職課程
- 小学校教諭二種免許状：初等教育学科にて設けられていた[注 8]
- 幼稚園教諭二種免許状：幼児教育学科・初等教育学科ともに設置されていた[30][37]。

### 研究
- 『PL学園女子短期大学紀要』[4]ほか。

## 学生生活

### 部活動・クラブ活動・サークル活動
- PL学園女子短期大学で活動していたクラブ活動[38]
  - 体育系：ソフトボール・テニス・バトン・ゴルフ・バドミントン・バレーボール・バスケットボール・ダンス・水泳・卓球ほか。
  - 文化系：手話・コーラス・美術・茶道・書道・軽音楽・園芸・ボランティア・映画ほか。

### スポーツ
- とりわけバトン部が強く、全国レベルの実力を誇っていた[39]。

## 大学関係者と組織

### 大学関係者一覧

#### 大学関係者
- 今村紘司：元、初等教育学科長
- 久保田長生：元、幼児教育学科長

歴代学長
- 原田種臣
- 御木白日[注 9]
- 川島通資

## 施設

### 寮
- 一年次のみは寮生活することが原則とされていた[40]。「聖華寮」という名の学生寮が1976年に竣工された[41]。

## 対外関係

### 系列校
- PL学園中学校・高等学校
- PL学園小学校
- PL学園幼稚園
- PL学園衛生看護専門学校

## 卒業後の進路について
卒業後の進路は以下の通りである。

### 就職について
- 初等教育学科：近年、小学校教諭に就く人はごく僅かで、幼稚園教諭に就く人も多くはなかった。むしろ、一般企業やPL企業体に就職する人が多かったが、PL学園小学校教諭として活躍している卒業生もいる。
- 幼児教育学科：年度により多少のばらつきがあるが、保育士として保育所をはじめ児童福祉施設に就職する人も多いものとなっていた。幼稚園教諭に就いた人はやや少なめであった。